# Timorské moře
Timorské moře (indonésky: Laut Timor, portugalsky: Mar Timor, anglicky Timor Sea) je moře ohraničené na severu ostrovem Timor, na východě Arafurským mořem, na jihu Austrálií a na západě Indickým oceánem. Rozkládá se na ploše asi 610 000 km² a dosahuje hloubky 3200 m. Nachází se zde značné zásoby ropy a zemního plynu.

## Geografie

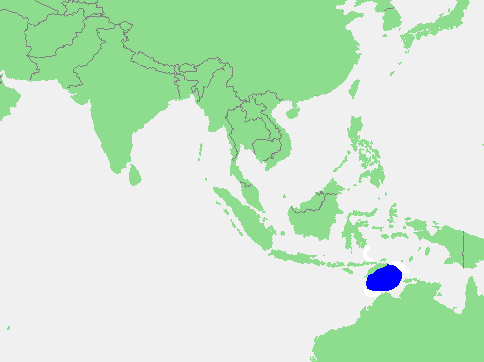
Timorské moře leží ve východním Indickém oceánu

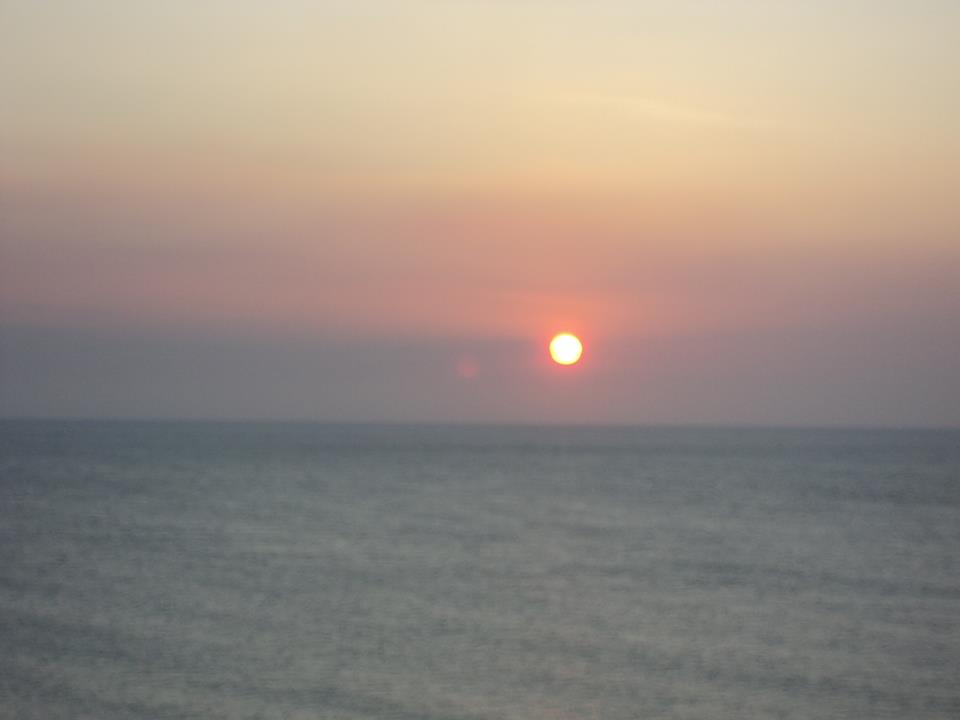
Timorské moře, Východní Timor

Vody směrem na východ jsou známy jako Arafurské moře. Timorské moře je sousedem dvou velkých zátok na severním australském pobřeží, zálivu Josefa Bonaparta a Van Diemenova zálivu. Jediným velkým městem přiléhajícím k moři je australské město Darwin.
Moře je asi 480 km široké, rozkládá se na ploše asi 610 000 km². Jeho nejhlubším bodem je Timorské údolí, které je jihovýchodním rozšířením Jávského příkopu ležícího v severní části moře a dosahuje hloubky 3300 m. Zbytek moře je mnohem mělčí, většina má průměrnou hloubku 200 m, jakmile se překlene přes Sahulský šelf, který je součástí Australského kontinentálního šelfu.
V Timorském moři vzniká nebo přes něho přechází mnoho tropických bouří nebo tlakových níží. V únoru 2005 porušila tropická cyklóna Vivienne ropná a plynová zařízení v oblasti a další měsíc přerušila těžbu vážná tropická cyklóna Willy. Zařízení na těžbu ropy jsou konstruována tak, aby odolala následkům cyklón, ovšem jako bezpečnostní opatření je těžba obvykle snížena nebo dočasně zastavena a dělníci evakuováni vrtulníky na pevninu – obvykle do Darwinu nebo do Dillí.

### Útesy a ostrovy

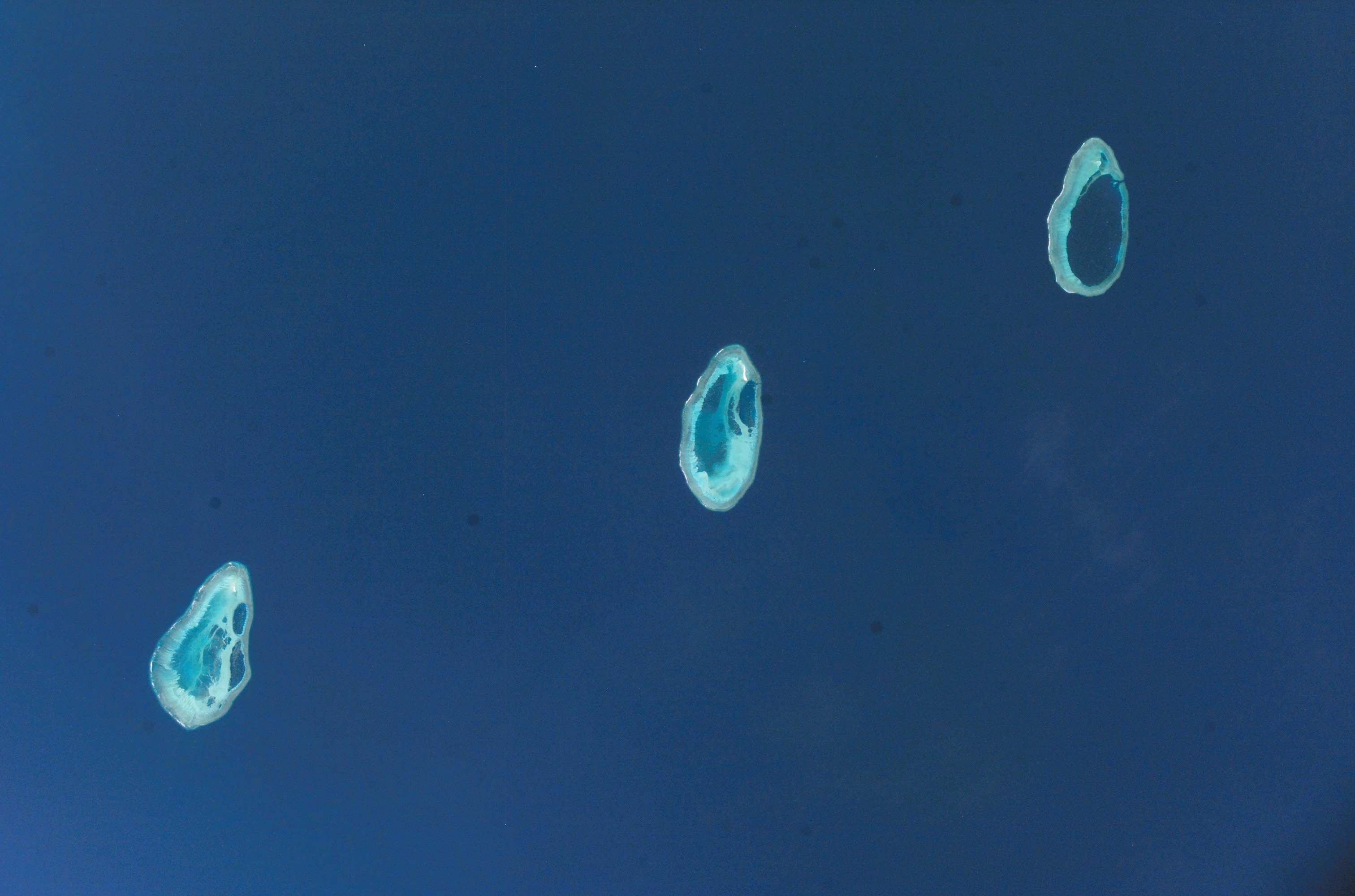
Rowleyho mělčina

V moři leží několik významných ostrovů, hlavně Melvillův ostrov, který je částí Ostrovů Tiwi u Austrálie, a také Ashmorův a Cartierův ostrov, které jsou pod australskou správou. Všeobecně se věří, že první lidé se dostali do Austrálie tím, že se přemísťovali z jednotlivých ostrovů v Timorském moři.
Útesy Scott a Seringapatam vytvořené v této oblasti a směrem na západ na stejné podmořské plošině jsou Rowleyho mělčinou.

## Zásoby ropy a zemního plynu
V Timorském moři se nachází značné zásoby ropy a zemního plynu. V provozu je několik ropných projektů na otevřeném moři a značná je rovněž průzkumná činnost. I pro budoucnost je předloženo již několik projektů.

### Projekt Bayu-Undan
Největším ropným projektem v Timorském moři v současnosti je projekt Bayu-Undan, který provozuje ConocoPhillips. Pole Bayu-Undan leží přibližně 500 km severozápadně od Darwinu. Těžba začala v roce 2004, kdy byl projekt na recyklaci zemního plynu – s kapalinami (kondenzovaný, propan a butan) zbaven surového pramene a exportován. Zpět dolů do zásobníku byl pumpován plyn. Přibližně ve stejné době začala stavba 500 km dlouhého podvodního plynovodu, který spojil těžební zařízení Bayu-Undan s továrnou na kapalný zemní plyn umístěnou ve Wickham Point v darwinském přístavu. Od té doby, kdy v roce 2006 byl dokončen plynovod a zařízení na kapalný zemní plyn v Darwinu, je plyn vytěžený na Bayu-Undan dopravován do darwinské továrny, kde je zkapalněn a dopravován dále do Japonska v rámci dlouhodobé obchodní smlouvy.

### Další projekty
Těžební pole na zemní plyn Greater Sunrise, objevené v roce 1974, je jedním z největších v oblasti a očekává se, že Východnímu Timoru přinese několik miliard dolarů příjmů.

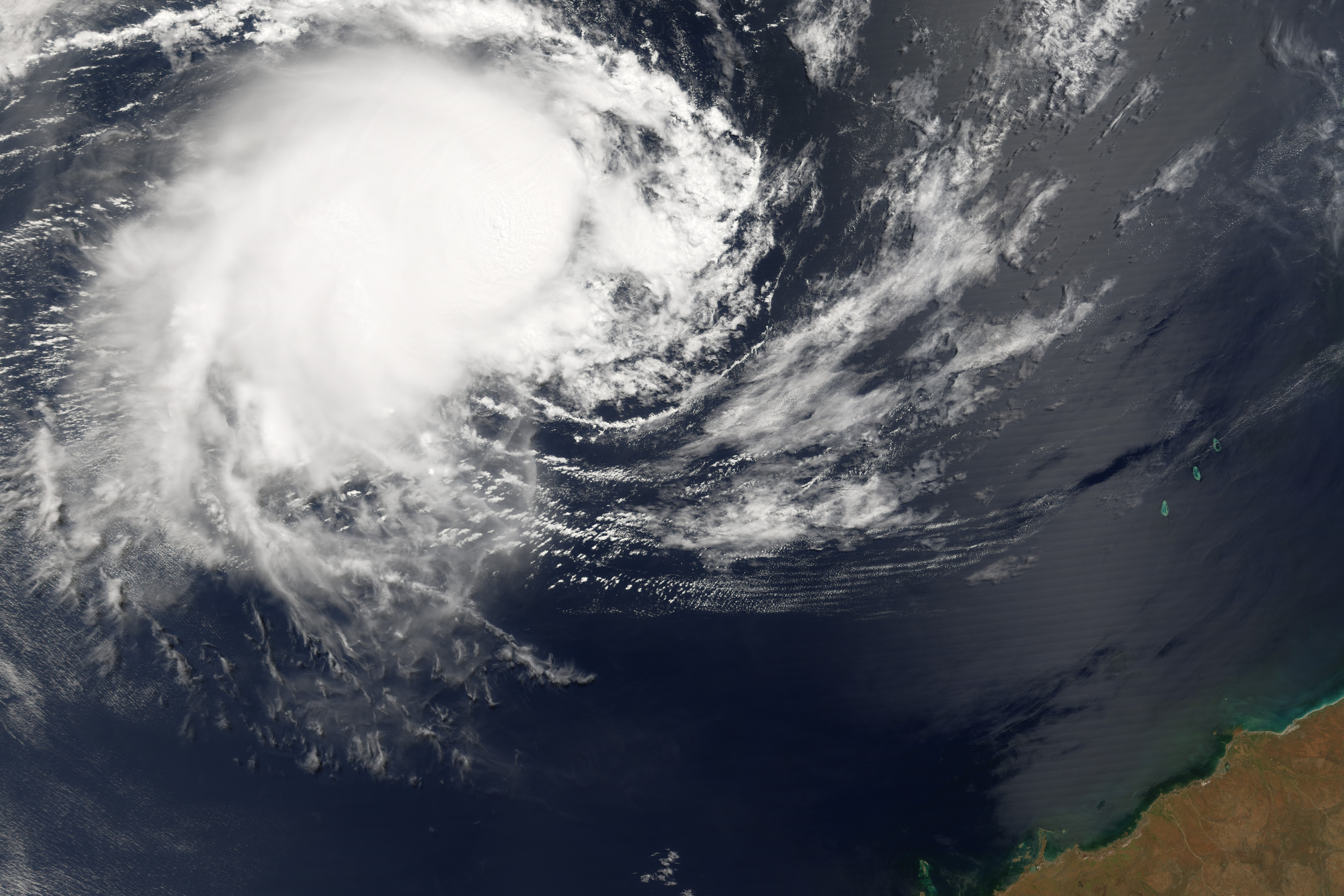
Tropická cyklóna Floyd nad Timorským mořem

Společnost AED Oil vlastní velký ropný projekt na Puffinově těžebním poli a společnost Woodside Petroleum těží ropu na poli Laminaria.

## Územní spor
Od objevení ropy v Timorském moři v 70. letech panují spory ohledně práv na vlastnictví a průzkum zásob nacházejících se v části Timorského moře známé jako Timorský průsmyk, což je oblast Timorského moře, která leží mimo územní hranice států na sever a na jih od Timorského moře. Tyto nesouhlasy původně zahrnovaly Austrálii a Indonésii, ačkoliv byla přijata rezoluce ve formě Smlouvy o Timorském průsmyku.
Po uznání státu Východní Timor v roce 1999 byly podmínky dané Smlouvou o Timorský průsmyk smazány a začala jednání mezi Austrálií a Východním Timorem. Australské územní nároky se šířily po hloubkovou osu (hranice největší hloubky mořského dna) v Timorském údolí. Tím překrývaly územní nároky Východního Timoru, který sledoval nároky bývalé koloniální mocnosti Portugalska v tom, že dělicí čára by měla být v polovině cesty mezi oběma státy. Jednání vyústila ve Smlouvu o Timorském moři.

### Smlouva o Timorském moři
Smlouva o Timorském moři, která byla podepsána 20. května 2002, vedla k vytvoření Jmenovaného úřadu pro Timorské moře. Tato organizace je zodpovědná za vedení aktivit týkajících se ropy v části Timorského moře známé jako Joint Petroleum Development Area (JPDA). Podle podmínek smlouvy jsou podíly na těžbě ropy v JPDA rozděleny v poměru 90:10 mezi Východní Timor a Austrálii.

## Druhá světová válka
Během 40. let provádělo japonské námořnictvo nálety na Austrálii z lodí v Timorském moři. 19. února 1942 vypustila japonská letadlová loď Kaga spolu s dalšími plavidly letecké údery na Darwin v Austrálii, potopila devět lodí včetně USS Peary. Toto bombardování označilo začátek bitvy o Timor na pacifické frontě druhé světové války.